# Un globo, dos globos, tres globos
Un globo, dos globos, tres globos, fue un programa infantil y juvenil español. Fue estrenado por Televisión Española en 1974 y permaneció en antena hasta 1979.

## Formato
Con guiones de Lolo Rico, el programa estaba presentado por María Luisa Seco y Manolo Portillo, también intervenían el marionetista Alejandro Milán y la poeta Gloria Fuertes.
Se trataba de un contenedor televisivo, que incluía programas educativos, series, dibujos animados, concursos, etc, que se emitía de lunes a viernes justo a la hora de la salida del colegio.
El programa con algo más de una hora de duración constaba de divertidas actividades y reportajes para niños y jóvenes y estaba dividido en tres partes:
- Un globo, para los más pequeños. Incluía espacios como Ábrete Sésamo[1] o La abuela Cleta.
- Dos globos, para los medianos, con programas como El mundo de la música
- Tres globos, para los casi adolescentes, con programas como La Semana.